# Långtjärnen (Graninge socken, Ångermanland, 697628-156640)
Långtjärnen är en sjö i Sollefteå kommun och Sundsvalls kommun i Ångermanland och ingår i Indalsälvens huvudavrinningsområde. Sjön har en area på 0,121 kvadratkilometer och ligger 355,2 meter över havet.

## Delavrinningsområde
Långtjärnen ingår i det delavrinningsområde (697493-156850) som SMHI kallar för Mynnar i Ljustorpsån. Medelhöjden är 360 meter över havet och ytan är 16,57 kvadratkilometer. Det finns inga avrinningsområden uppströms utan avrinningsområdet är högsta punkten. Vattendraget som avvattnar avrinningsområdet har biflödesordning 3, vilket innebär att vattnet flödar genom totalt 3 vattendrag innan det når havet efter 62 kilometer. Avrinningsområdet består mestadels av skog (76 procent) och sankmarker (13 procent). Avrinningsområdet har 0,66 kvadratkilometer vattenytor vilket ger det en sjöprocent på 4 procent.